# Ley para la Protección de Personas Defensoras de los Derechos Humanos y Periodistas
La Ley para la Protección de Personas Defensoras de los Derechos Humanos y Periodistas de México, es un mecanismo de protección y prevención creado con el fin de garantizar la integridad física tanto de defensores de los derechos humanos como de periodistas.

## Aprobación de la Ley
La Ley para la Protección de Personas Defensoras de los Derechos Humanos y Periodistas entró en vigor el 25 de junio de 2012 después de haber sido aprobada en el Senado de la República el día 23 de abril del mismo año. Esta ley fue diseñada con el fin de garantizar la seguridad de quienes estén en situación de riesgo como consecuencia de la defensa o promoción de los derechos humanos, y del ejercicio de la libertad de expresión o el periodismo en México. En el senado la ley fue aprobada con 95 votos a favor y cero abstenciones. Por su parte, la Cámara de Diputados  la aprobó con 338 votos a favor.

## Contenido de la Ley[3]
Tiene por objeto establecer la cooperación entre el la Federación y las Entidades Federativas para implementar y operar las Medidas de Prevención y Protección que garanticen la vida, integridad, libertad y seguridad de las personas que se encuentren en situación de riesgo como consecuencia de la defensa o promoción de los derechos humanos, y del ejercicio de la libertad de expresión y el periodismo. y luego esta la cámara de senadores y diputados
Para efectos de la Ley se entiende por agresión, todo daño a la integridad física o psicológica, amenaza, hostigamiento o intimidación que por el ejercicio de su actividad sufran las Personas Defensoras de Derechos Humanos y Periodistas. 
Periodistas: Las personas físicas, así como medios de comunicación y difusión públicos, comunitarios, privados, independientes, universitarios, experimentales o de cualquier otra índole cuyo trabajo consiste en recabar, generar, procesar, editar, comentar, opinar, difundir, publicar o proveer información, a través de cualquier medio de difusión y comunicación que puede ser impreso, radioeléctrico, digital o imagen.
Persona Defensora de Derechos Humanos: Las personas físicas que actúen individualmente o como integrantes de un grupo, organización o movimiento social, así como personas morales, grupos, organizaciones o movimientos sociales cuya finalidad sea la promoción o defensa de los derechos humanos. 
Para efectos de esta Ley se plantea un conjunto de acciones y medios encaminados a desarrollar políticas públicas y programas con el objetivo de reducir los factores de riesgo que favorecen dichas agresiones, así como para combatir las causas que las producen y generar garantías de no repetición, denominadas Medidas de Prevención. 
			
Del mismo modo se establece un conjunto de acciones y medios de seguridad para enfrentar el riesgo y proteger los derechos a la vida, integridad, libertad y seguridad del beneficiario, llamadas Medidas de Protección.
Se fijó que el mecanismo estaría integrado por una Junta de Gobierno, un Consejo Consultivo y una Coordinación Ejecutiva Nacional y sería operado por la Secretaría de Gobernación.  Siendo la Junta de Gobierno la máxima instancia, conformada por nueve miembros permanentes con derecho a voz y voto, y serán:
1. Un representante de la Secretaría de Gobernación;
2. Un representante de la Procuraduría General de la República;
3. Un representante de la Secretaría de Seguridad Pública;
4. Un representante de la Secretaría de Relaciones Exteriores;
5. Un representante de la Comisión Nacional de los Derechos Humanos, y
6. Cuatro representantes del Consejo Consultivo elegidos de entre sus miembros.

## Organizaciones que promueven la ley
En México existe la participación de organizaciones que velan por la seguridad de los periodistas tanto a nivel nacional como el internacional. Asimismo, se mantienen pendientes del cumplimiento de los derechos humanos, con énfasis a la libertad de expresión. Trabajan por medio de redes de protección a los periodistas; denunciando cualquier violación de los derechos de los periodistas. También son conocidas por dar estadísticas mundiales sobre la libertad de expresión, separándola en niveles según el cumplimiento de la misma.

### Reporteros Sin Fronteras
La organización Reporteros sin Fronteras fue fundada en 1985 en Montpellier por cuatro periodistas: Robert Ménard, Rémy Loury, Jacques Molénat y Émilien Jubineau. Desde 2012, Christophe Deloire la dirige y se divide por zonas geográficas que se expande a 150 países. En cada uno de ellos se realizan estudios estadísticos, sin embargo también hay comisiones para denunciar casos de censura en los nuevos medio (e.j. Internet) y la asistencia (financiera, material y psicológica) a periodistas que trabajan en zonas difíciles.
Su misión se basa en tres funciones:
- Vigilancia en todas partes del mundo
- Luchar contra la censura
- Apoyar y proteger a los periodistas[5]

En México, cuenta con la colaboración del Centro de Periodismo y Ética Pública (CEPET) para la defensa de la libertad de expresión. Además, esta colaboración se utiliza para contactar a otras organizaciones en México. Varias de labores hechas en conjunto con la organización se centran en la vigilancia de las libertades del país y la búsqueda de justicia ante los asesinatos de periodistas. Un ejemplo es el Programa de Libertad de Expresión; el cual es una red de alerta para cualquier ataque hacia un medio de comunicación, centrado en Ciudad de México y otras dos ciudades en la frontera del norte.

### Artículo 19
Artículo 19 (enlace roto disponible en Internet Archive; véase el historial, la primera versión y la última). se fundó en 1987 como una organización independiente defensora de la libertad de expresión. Toma su nombre debido al artículo 19 de la Declaración Universal de los Derechos Humanos que establece: "Toda persona tiene derecho a la libertad de expresión, este derecho incluye la libertad de sostener opiniones sin interferencia y buscar, recibir y difundir informaciones e ideas por cualquier medio y sin consideración de fronteras". La Oficina de ARTICLE 19 para México y Centroamérica empezó sus funciones en el 2006, registrada en México en febrero de 2008.
El trabajo que realiza se centra en tres programas:
1. Programa de Acceso a la Información: promover el acceso a la información como derecho fundamental.
2. Programa de Libertad de Expresión y Protección a Periodistas: gestionar acciones como evaluación de riesgos, diseño de esquemas de protección y capacitación para coberturas de alto riesgo.
3. Programa Legal: análisis y propuestas de leyes para la protección de los medios[8]

En México, Artículo 19 realiza un informe anual sobre la situación del país en términos de la libertad de expresión. En el informe del 2012 Doble asesinato: La prensa entre la violencia y la impunidad se menciona la situación actual del país, en la cual la violencia hacia los medios de comunicación y la corrupción dentro de los mismos son los problemas de mayor índole. En el reporte también se tratan casos específicos de periodistas que han tenido grandes conflictos relacionados con amenazas y la impunidad. Finalmente se centra en describir las acciones que el gobierno ha realizado, ya sea si benefician o perjudican a los periodistas, para analizar la situación general de México.

## Deficiente materialización de la protección
Grupos de periodistas y defensores de los derechos humanos demandaron a un año de la promulgación de la ley, corregir los “graves obstáculos y fallas” que persisten para la adecuada implementación del Mecanismo de Protección a Personas Defensoras de Derechos Humanos y Periodistas.
Tres principales fallas identificadas en un diagnóstico que fue entregado a la subsecretaria Lía Limón quien es encargada del funcionamiento del Mecanismo de Protección a Periodistas y Personas Defensoras de Derechos Humanos. La primera de estas tres dificultades tiene que ver con la falta de acceso a recursos, debido a que no se ha creado el Comité Técnico del Fideicomiso del Fondo para la operación del mecanismo. Otras dos fallas principales son: la falta de personal capacitado para atender los casos y el incumplimiento de otras instituciones, como la Policía Federal, de algunas medidas acordadas.